# اليوم العالمي لسلامة المرضى
اليوم العالمي لسلامة المرضى هو حدث للأمم المتحدة، يُقام في 17 سبتمبر من كل عام، أقرته منظمة الصحة العالمية في 28 مايو 2019، ويهدف إلى إلى زيادة الوعي العالمي بسلامة المرضى، والدعوة إلى التضامن والعمل الموحد من قبل جميع البلدان والشركاء الدوليين للحد من الضرر الذي يلحق بالمرضى أثناء تقديم الرعاية الصحية.

## وصلات خارجية
- الموقع الرسمي.